# Nano-ottica
La nano-ottica, o nanofotonica, è una branca dell'ottica che studia l'interazione tra luce e materiali strutturati su scala nanometrica. La nano-ottica include l'ottica integrata, ed in particolare la fotonica del silicio e la plasmonica. 
Contrariamente al nome, i dispositivi nano-ottici hanno spesso una dimensione nell'ordine del micrometro o più, ma le loro proprietà dipendono da dettagli a scale più piccole. Esempi di tali dispositivi includono microscopi ottici a scansione in campo prossimo (in inglese near-field scanning optical microscopes, o SNOM), microscpi a scansione tunnel fotoassistita (in inglese photoassisted scanning tunnelling microscopes), modulatori elettro-ottici, fotodiodi, guide d'onda ottiche e cristalli fotonici.

## Microscopia
La microscopia tradizionale fa uso di elementi di diffrazione per focalizzare la luce al fine di aumentare strettamente la risoluzione. Ma a causa del limite di diffrazione (noto anche come criterio di Rayleigh), la luce che si propaga può essere concentrata in un punto con un diametro minimo di circa la metà della lunghezza d'onda della luce. Così, anche con la microscopia confocale limitata alla diffrazione, la risoluzione massima ottenibile è dell'ordine di un paio di centinaia di nanometri.
Le comunità scientifiche e industriali sono sempre più interessate alla caratterizzazione dei materiali e dei fenomeni su scala di pochi nanometri, perciò devono essere utilizzate tecniche alternative. Il microscopio a scansione di sonda (SPM, Scanning Probe Microscopy) fa uso di una “sonda”, (Di solito una piccola apertura o una punta super-appuntita), che eccita un campione a livello locale o trasmette informazioni, sempre a livello locale, da un campione raccolto e analizzato. 
L'interazione della luce con una struttura appuntita può risultare nel confinamento della luce su scale più piccole della lunghezza d'onda. La regione in cui la luce è concentrata è detta regione di campo vicino ottico. Questo effetto è in qualche misura analogo a un parafulmine, dove il campo si concentra sulla punta. In questa regione, il campo potrebbe essere necessario per regolare la topografia della nanostruttura (vedi le condizioni de limite delle equazioni di Maxwell). Ciò significa che il campo elettromagnetico dipenderà dalla dimensione e dalla forma della nanostruttura con la quale la luce interagisce.
Questo campo vicino ottico può anche essere descritto come un'oscillazione ottico confinato alla superficie che può variare su una scala di lunghezza di decine o di centinaia di nanometri - una scala di lunghezza inferiore alla lunghezza d'onda della luce in entrata. Ciò può fornire maggiore risoluzione spaziale al di là dei limiti imposti dalla legge del diffrazione nella microscopia convenzionale a campo lontano. La tecnica derivata da questo effetto è nota come microscopia a campo vicino, e apre tante nuove possibilità per l'imaging e la spettroscopia su scala nanometrica. Una nuova incarnazione che ha una risoluzione picometrica nel piano verticale sopra la superficie della guida d'onda è l'interferometria a doppia polarizzazione.

## Nanofotonica o ottica integrata
Un circuito ottico integrato consiste di un sistema che combina due o più dispositivi ottici per ottenere funzionalità complesse similmente a quanto accade nei circuiti integrati elettrici.
Lo studio dell'ottica integrata ha il potenziale di rivoluzionare il settore delle telecomunicazioni (telecom), delle comunicazioni all'interno dei centri di elaborazione dati (datacom), e all'interno di computer (computercom). Infatti, l'ottica integrata può fornire dispositivi liberi da interferenza, a bassa potenza, basso costo e ad alta velocità.
Nel marzo del 2010, S. Assefa et al. dell'IBM mostrarono l'invenzione di fotorivelatori a valanga nanofotonica ultraveloci e privi di rumore che sono pronti per l'era del circuito ottico exaflop. "Stiamo lavorando per integrare tutti i nostri dispositivi su un microprocessore a fianco di transistor. Il conseguimento del fotorivelatore a valanga, che è l'ultimo di una serie di precedenti relazioni della ricerca dell'IBM, è l'ultima tessera del puzzle che completa lo sviluppo della “toolbox della nanofotonica” dei dispositivi necessari per costruire le interconnessioni (interconnects) sul chip. Con le comunicazioni ottiche incorporate nei chip del processore, l'eventualità di costruire sistemi informatici di potenza ed alta efficienza con prestazioni a livello exaflop potrebbe avvenire in un futuro non molto lontano".
Nel dicembre del 2015 è stato realizzato il primo microprocessore con input/output ottici.

## Componenti di un sistema nanofotonico
- Guide d'onda
- Accoppiatore
- Fibra per accoppiatori a guida d'onda
- Interruttori ottici
- Celle solari foto-rivelatori
- Modulatori elettro-ottici
- Moltiplicatore a divisione di lunghezza d'onda
- Amplificatore
- Laser
- Isolatori
- Propagatori ottici
- Assorbitori saturabili

## Sistemi colloidali
Le nuove proprietà ottiche dei materiali possono derivare dalle loro dimensioni estremamente ridotte. Un esempio tipico di questo tipo di effetto è il cambiamento di colore associato all'oro colloidale.
Contrariamente all'oro in forma massiva (bulk), noto per il suo colore giallo, le particelle d'oro che vanno da 10 a 100 nm mostrano un colore rosso vivace. La dimensione critica dove questi effetti e quelli correlati hanno luogo sono relazionati al percorso libero del mezzo degli elettroni di conduzione del metallo.
Oltre a questi effetti della dimensione estrinseci che determinano la risposta ottica di un materiale alla luce in entrata, le proprietà intrinseche del materiale possono cambiare. Questi effetti della dimensione si verificano poiché le particelle diventano ancora più piccole. A questo punto alcune delle proprietà elettroniche intrinseche del mezzo stesso cambiano. Un esempio di questo fenomeno avviene nelle nanostrutture dei semiconduttori dove la piccola dimensione della particella confina la funzione d'onda della meccanica quantistica, portando a discrete transizioni ottiche, per es., ai colori a fluorescenza che dipendono dalle dimensioni della particella. Il cambiamento di banda proibita del semiconduttore è la ragione di questo cambiamento di colore. Questo effetto, tuttavia, poiché non direttamente correlato alla lunghezza d'onda ottica, non è unanimemente incluso quando si parla di nano-ottica.

### Riviste di fotonica
- (EN) Journal of Nanophotonics [collegamento interrotto], su spiedl.aip.org.
- (EN) Electro Optics, su electrooptics.com.
- (EN) Nature Photonics, su nature.com.
- (EN) Nature Nanotechnology, su nature.com.
- (EN) Optics & Photonics Focus, su opfocus.org.
- (EN) Photonics news, su photonics.com.